# آوسنه‌ی بابا سبحان
آوسنهٔ بابا سبحان (افسانهٔ بابا سبحان) اثری از محمود دولت‌آبادی است. فضای داستان همچون اکثر نوشته‌های دولت‌آبادی در روستاهای خراسان رخ می‌دهد و رنج و ادبار روستاییان شرق ایران را به تصویر می‌کشد. این اثر، نمونه‌ای خوب از نوشته‌های کمتر سیاسی و بیشتر رمانتیک دولت‌آبادی است.

آوسنهٔ بابا سبحان را بهمن نیرومند با عنوان Die alte Erde به زبان آلمانی ترجمه کرده‌است.
- دولت‌آبادی داستان آوسنه باباسبحان را به مسعود کیمیایی فروخت و او فیلم خاک را بر اساس آن ساخت، سپس دولت‌آبادی نقدی بر فیلم خاک با عنوان (بابا سبحان در خاک) نوشت، دولت‌آبادی مدعی‌ست که کیمیایی به داستان وفادار نبوده است.[۵]

محمود دولت‌آبادی کتاب  آوسنه باباسبحان خود را به سعید سلطان‌پور تقدیم کرده است.

## خلاصهٔ داستان
بابا سبحان پیرمرد فقیر و از کارافتاده‌ای است که دیگر رمق رفتن به بیابان را ندارد و اکثر اوقات جلو لانه مرغها  می نشیند و به فکر فرو می‌رود. دو پسر او بر روی زمینی کار می‌کنند که متعلق به عادله، بیوه‌زنی ثروتمند است. بخش کوچکی از زمین (یک دانگ) به پسران بابا سبحان تعلق دارد. همسر برادر بزرگ‌تر باردار است. لذت‌بخش‌ترین و سرورانگیزترین بخش زندگی آنان، شامی است که پس از یک روز کاری سخت و طاقت‌فرسا می‌خورند. با تصمیم ناگهانی بیوه‌زن مبنی بر اجاره دادن زمینش به مردی دیگر، به یک باره اوضاع دگرگون می‌شود و همان شادی و رضایت‌مندی اندک نیز از کانون خانوادهٔ بابا سبحان رخت بر می‌بندد. پسران خانواده تصمیم می‌گیرند که در برابر این تصمیم بیوه‌زن ایستادگی و از حق خود دفاع کنند.